# Bohuslavice (Jihlava)
Bohuslavice es una localidad situada en el distrito de Jihlava, en la región de Vysočina, República Checa. Tiene una población estimada, a principios del año 2021, de 136 habitantes.
Está ubicada en el centro-sur de la región, cerca de la orilla del río Jihlava (cuenca hidrográfica del Danubio) y de la frontera con la región de Bohemia Meridional